# Artigas (departman)
Departman Artigas (španjolski Departamento de Artigas) urugvajski je departman na samom sjeveru Urugvaja i ujedno njegov najsjeverniji departman. Sjedište departmana je grad Artigas, koji graniči s brazilskim gradom Quaraí. Departman zauzima površinu od 11.928 četvornih kilometara, čime je peti po veličini u zemlji. Prema popisu stanovništva iz 2011. na području departmana živi 73.738 stanovnika.
Departman nosi ime prema Joséu Gervasiu Artigasu, urugvajskom narodnom junaku i "ocu urugvajske nacije".

## Stanovništvo i demografija
Prema popisu stanovništva iz 2011. godine na području departmana živi 73.378 stanovnika (36.079 muškaraca i 37.299 žena) u 26.231 kućanstava.
- Prirodna promjena: + 8,43‰
  - Natalitet: 15,48‰
  - Mortalitet: 7,05‰
- Prosječna starost: 28,2 godine 
  - Muškarci: 27,2 godine
  - Žene: 29,2 godine
- Očekivana životna dob: 75,43 godina
  - Muškarci: 72,03 godine
  - Žene: 79,35 godina
- Prosječni BDP po stanovniku: 6,694 urugvajskih pesosa mjesečno

Izvor: Statistička baza podataka 2010.

## Ekonomija
Pogodni klimatski uvjeti na području departmana omogućili su snažan razvoj poljoprivrede. Na velikim plantažama se najviše uzgaja šećerna trska, voće, povrće i riža. U ostatku departmana glavna primarna djelatnost je stočarstvo. 
Na području Artigasa pronađena su nalazišta nekih minerala, poput ahata i ametista, što je omogućilo razvoj rudarstva i industrije, posebno oko sjedišta Artigasa. 
Unatoč nastojanjima da se oživi zapušteno lokalno gospodarstvo, bruto domaći proizvod departmana je najniži u cijelom Urugvaju. Kao posljedica toga i vrlo visoke strope nezaposlenosti, 13,19% ukupnog stanovništva živi ispod granice siromaštva.

## Vanjske poveznice
- (šp.) Nuestra Terra, Colección Los Departamentos, Vol.17 - "Artigas"  Arhivirana inačica izvorne stranice od 5. ožujka 2016. (Wayback Machine)